# Strzępka mleczna

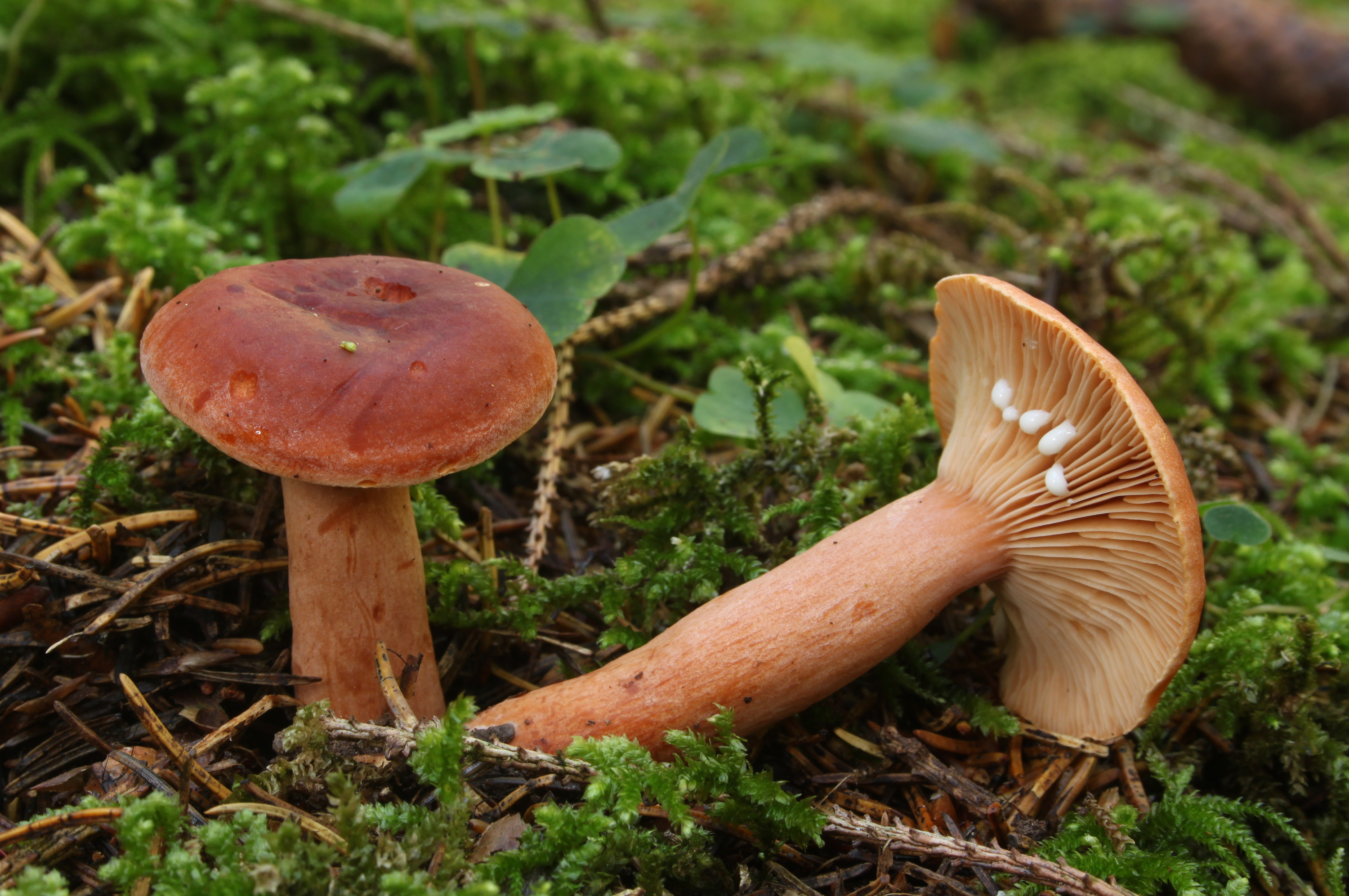
Mleczko na uszkodzonych blaszkach mleczaja pomarańczowego

Strzępka mleczna (ang. lactiferous hyphae) lub przewody mleczne – strzępka grzybów wydzielająca mleczko. W rodzinie gołąbkowatych (Russulaceae) mleczko wydzielane jest na wierzchołkach tych strzępek. Tworzą one w miąższu silnie rozgałęziony układ, kończą się pseudocystydami w hymenium i reagują dodatnio z sulfowaniliną. Strzępki mleczne występują u większości gatunków rodzaju Lactarius (mleczaj) i u nielicznych gatunków rodzaju Russula (gołąbek). U mleczajów mleczko wycieka z nich dopiero po uszkodzeniu miąższu, w przeciwieństwie do gołąbków. Typowe strzępki mleczne występują u rodzajów Lactarius, Lactifluus i Multifurca, u rodzaju Russula podobne strzępki można czasami zaobserwować w tramie, ale nie są one tak obficie rozgałęzione jak u poprzednich rodzajów i nie sięgają do hymenium jako pseudocystydy. Występują głównie u gołąbków o ostrym smaku.
Typowe strzępki mleczne u mleczajów i niektórych innych gołąbkowców (Russulales) są bardzo długie, silnie rozgałęzione, tworzą w miąższu rozległą sieć i kończą się blisko powierzchni owocnika w postaci pseudocystyd. Szczególnie dobrze rozwinięte są u mleczajów (Lactarius). Na końcu są zamknięte, dzięki temu mleczko wycieka z nich dopiero po uszkodzeniu miąższu. Mają je również niektóre gatunki gołąbków (Russula), ale nie są one tak dobrze rozwinięte jak u mleczajów i nie kończą się na powierzchni owocnika, lecz w miarę zbliżania się do powierzchni owocnika stają się coraz cieńsze, aż w końcu zamieniają się w typowo krótkie dermatocystydy występujące na powierzchni. To jest przyczyną, że gołąbki nie wydzielają mleczka, a strzępki te określa się nazwą „tramal gloeocystidium”.
U gołąbkowców oprócz strzępek mlecznych występują także strzępki oleiste. Odróżnić je można po tym, że w błękicie krezylowym są zawsze silnie ortochromatyczne, podczas gdy strzępki mleczne często mają mniej lub bardziej metachromatyczną ścianę i mniej intensywną zawartość ortochromatyczną. Pod działaniem sulfowaniliny strzępki mleczne stają się co najwyżej różowawo-czerwone, podczas gdy strzępki mleczne mogą stać się czarne, chociaż wynik tej reakcji bardzo różni się u różnych gatunków. Strzępki oleiste różnią się też budową; mają znacznie bardziej nieregularny zarys, z wyraźnymi, sporadycznie występującymi przegrodami.